# ザ・マーク、トム、アンド・トラヴィス・ショウ (エニマの逆襲!)
『ザ・マーク、トム、アンド・トラヴィス・ショウ (エニマの逆襲!)』 (The Mark, Tom and Travis Show (The Enema Strikes Back!)) は、アメリカのポップ・パンクバンド、ブリンク 182のライブ・アルバム。2000年11月7日にMCAレコードから発売された。プロデューサーは、グリーン・デイや、Sum 41や、オフスプリングなどのアルバムを手掛けたジェリー・フィンがプロデュースした。

## 収録曲
1. ダンプウィード - Dumpweed - 2:53
2. ドント・リーヴ・ミー - Don't Leave Me - 2:38
3. エイリアンズ・イグジスト - Aliens Exist - 3:43
4. ファミリー・リユニオン - Family Reunion - 0:51
5. ゴーイング・アウェイ・トゥ・カレッジ - Going Away to College - 3:40
6. ホワッツ・マイ・エイジ・アゲイン? - What's My Age Again? - 3:18
7. リッチ・リップス - Rich Lips - 3:35
8. ブリュー・ジョブ - Blow Job - 0:41
9. アンタイトルド - Untitled - 3:07
10. ヴォイアー - Voyeur - 3:28
11. パセティック - Pathetic - 2:51
12. アダムズ・ソング - Adam's Song - 4:35
13. ペギー・スー - Peggy Sue - 3:47
14. ウェンディ・クリア - Wendy Clear - 4:09
15. カルーセル - Carousel - 3:38
16. オール・ザ・スモール・シングス - All the Small Things - 3:35
17. マット - Mutt - 3:39
18. ザ・カントリー・ソング - The Country Song - 1:00
19. ダムイット - Dammit - 3:05
20. マン・オーヴァーボード - Man Overboard - 2:46